# Torymus texanus
Torymus texanus är en stekelart som först beskrevs av Hoffmeyer 1930.  Torymus texanus ingår i släktet Torymus och familjen gallglanssteklar. Inga underarter finns listade i Catalogue of Life.